# Церковь Покрова Пресвятой Богородицы (Покровское-Вадбольское)
Церковь Покрова Пресвятой Богородицы — православная церковь, находится в селе Покровское (Тульская область, Кимовский район)..

## История
Каменная церковь с шпилем построена в 1767 году на средства князя Михаила Ивановича Вадбольского. В храме в том же году были построены две приделы: справа во имя Архангела Михаила и слева во имя святого Дмитрия Ростовского чудотворца.
С тех пор храм не претерпел существенных изменений. Только в 1871-72 гг. Его полностью отремонтировали изнутри: позолили иконостас царского храма и его бордюры, переделали ящики для икон, переписали все иконы. На краю храма была резная икона Спасителя. Он помещался в углубление столба и изображал Спасителя, сидящего как бы в темнице. Эта икона привлекала множество паломников. Согласно легенде, его снял храмовый князь Греции.
В 1937 году церковь закрыли, отца Виктора Хламова арестовали и сослали. До середины 1960-х прихожане ухаживали за иконой Спасителя — каждый Великий четверг стирали и меняли одежду.
Примерно 1962-65 гг. икона Спасителя была перенесена в Богоявленскую церковь Иоанна Крестителя. До сих пор в указанном храме находится икона Спасителя. После закрытия храма он использовался как склад зерна, склад удобрений, стойло для скота. Храм был разрушен: выбиты окна, сняты двери, стены, колокола, местонахождение неизвестно. Обрушилась крыша, на ней выросли трава и деревья, обрушилась лестница на колокольне. Фрески на стенах исчезли с годами из-за хранения зерна и удобрений.
Закрыта в кон. 1930-х, к 1990-м заброшена.
В 2010 году началась реставрация церкви. 4 октября 2010 года по просьбе местных жителей и с благословения благочинного церквей Кимовского района протоиерея Владимира Лысикова в разрушенном храме прошло первое богослужение.
7 декабря 2010 года в селе Покровские Кимовского района Тульской области прошло Законодательное собрание местной религиозной организации православного прихода Покровской церкви. 7 января 2011 года состоялась первая Божественная литургия. Тогда молитвы и литургия не прекращаются до сих пор. Весной 2011 года начались реставрационные работы.

## Духовенство
- Настоятель храма — протоиерей Владимир Лысиков[4]

## Престольные праздники
- Покрова Пресвятой Богородицы — Октябрь 14 [по н.с.][4]